# Colículo seminal
O colículo seminal (Latim: colliculus seminalis), ou verumontanum, da uretra prostática é um marco próximo à entrada dos ductos ejaculatórios (em ambos os lados, o ducto deferente correspondente e a alimentação da vesícula seminal no ducto ejaculatório correspondente). Verumontanum é traduzido do latim como "cume da montanha", uma referência à elevação mediana distintiva do urotélio que caracteriza o marco em vistas ampliadas. Embriologicamente, é derivado do primórdio uterovaginal. O marco é importante na classificação de vários distúrbios do desenvolvimento uretral. As margens do colículo seminal são as seguintes:
- os orifícios do utrículo prostático
- as aberturas em forma de fenda dos dutos ejaculatórios.
- as aberturas dos ductos prostáticos.

Dissecção da próstata mostrando a uretra prostática com o colículo seminal na parede posterior

## Válvulas uretrais posteriores
O verumontanum é um marco anatômico importante para a patologia em uma anomalia congênita conhecida como valvas de uretra posterior, na qual há uma obstrução desenvolvimental da uretra em recém-nascidos do sexo masculino. Tumores carcinóides uretrais foram relatados no verumontanum. A estrutura tende a migrar caudalmente ou para baixo em distúrbios da hipospadia e é vista na porção bulbosa ou peniana da uretra.

## Utrículo prostático
O utrículo prostático, um remanescente do ducto paramesonéfrico, surge da uretra ao nível do verumontanum e projeta-se posteriormente. Esta estrutura final cega pode estar associada a hipospádia. Isto é distinto de uma siringocele do ducto de Cowper, que surge na uretra bulbosa.